# 이병희 (1926년)
이병희(李秉禧, 1926년 8월 1일~1997년 1월 13일)은 대한민국의 정치인이다. 제6·7·8·9·10·13·16대 국회의원을 지냈다. 본관은 성주(星州)이며, 경기도 용인 출신이다. 육군사관학교 8기 출신으로 중앙정보부 서울지부장을 지냈다. 제15대 국회의원 재임 중 1997년 1월 13일 숨졌다.

## 역대 선거 결과
|  | 43.03% |

|  | 53.68% |

|  | 58.22% |

|  | 52.39% |

|  | 33.24% |

|  | 32.24% |

|  | 33.88% |

|  | 28.68% |